# Hermitovský operátor
Hermitovský operátor (někdy také symetrický) je v matematice označení pro takový lineární a hustě definovaný operátor na Hilbertově prostoru {\displaystyle A\colon {\mathcal {D}}(A)\to H}, který splňuje {\displaystyle \langle Tx,y\rangle =\langle x,Ty\rangle } pro všechna {\displaystyle x,y} pro která je definován, kde {\displaystyle \langle \cdot ,\cdot \rangle } značí skalární součin.
Každý samosdružený operátor je symetrický, navíc pro omezené operátory jsou oba pojmy ekvivalentní.

## Vlastnosti
Hermitovský operátor bývá na prostoru operátorů považován za jakési zobecnění reálného čísla, platí následující vlastnosti:
- {\displaystyle T} je hermitovský právě když: {\displaystyle \langle Tx,x\rangle \in \mathbb {R} }
- Vlastní čísla hermitovského operátoru jsou reálná.
- Na prostoru konečné dimenze je reprezentován hermitovskou maticí.
- Hermitovský operátor komutuje se svou adjunkcí (tzn. dle definice sám se sebou, což je zřejmé), je tedy takzvaně normální. Z toho podle věty o spektrálním rozkladu plyne, že jeho vlastní vektory jsou ortogonální.

## Využití
Hermitovské operátory mají velké uplatnění v kvantové fyzice, kde se jimi reprezentují pozorovatelné veličiny, jejich vlastní čísla odpovídají možným hodnotám měření a proto je přirozený požadavek, aby byla reálná, což splňují právě hermitovské operátory. 